# Castel d’Azzano
Castel d’Azzano – miejscowość i gmina we Włoszech, w regionie Wenecja Euganejska, w prowincji Werona.
Według danych na rok 2004 gminę zamieszkiwało 10 210 osób, 1134,4 os./km².